# 紫毛蕊花
紫毛蕊花（学名：Verbascum phoeniceum），为玄参科毛蕊花属下的一个植物种。